# 草莓盒屋

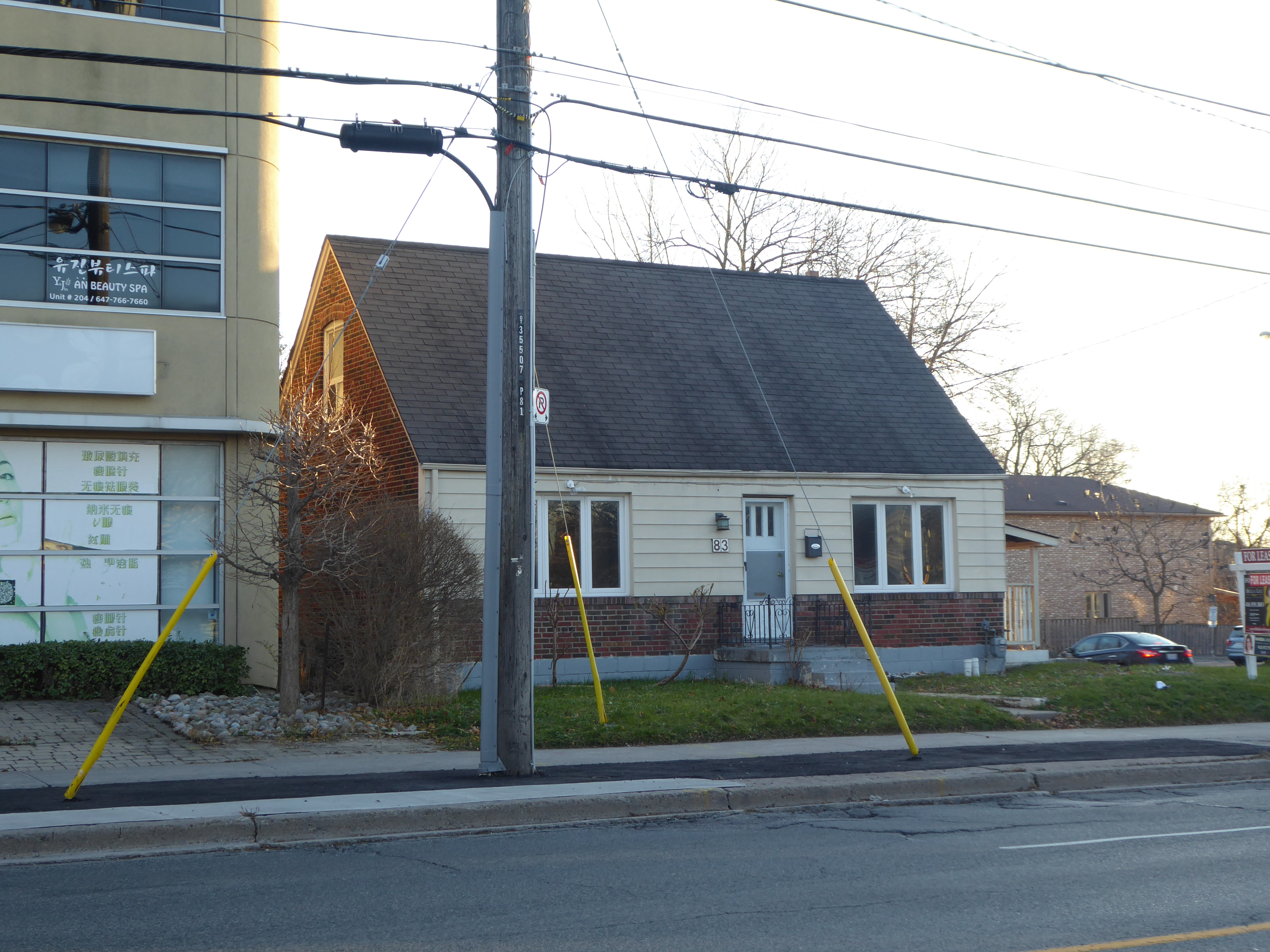
多伦多惠柳第芬奇大道西的胜利之家

草莓盒屋（英語：strawberry box house）是加拿大的一种房屋，建于第二次世界大战期间及20世纪50年代至60年代。其采用正方形或矩形地基，因形似用来盛放草莓的盒子而得名。在某些政府广告中，该风格也被称为“简化科德角式”（Simplified Cape Cod）或“胜利之家”（Victory Houses）。